# مارك بورتون (سياسي)
مارك بورتون (بالإنجليزية: Mark Burton)‏ هو سياسي نيوزلندي، ولد في 16 يناير 1956 في المملكة المتحدة. حزبياً، نشط في حزب العمال النيوزيلندي. وقد انتخب وزير الدفاع ‏ (5 ديسمبر 1999 – 12 أكتوبر 2005) وانتخب وزير العدل ‏ (19 أكتوبر 2005 – 31 أكتوبر 2007) وانتخب عضو مجلس النواب نيوزيلندا.